# Claudius Magni Livin
Claudius Magni Livin, född 24 februari 1666 i Norrköping, död 31 juli 1732 i Norrköping, var en svensk präst.

## Biografi
Livin föddes 24 februari 1666 i Norrköping. Han var son till kyrkoherden Magnus Livin och Margareta Prytz. Livin blev 1694 filosofie magister. År 1695 blev han docent vid Uppsala universitet. Han prästvigdes 1699. Livin blev 1698 kyrkoherde i Skänninge församling. Han blev samma år prost. 1727 blev han kyrkoherde i S:t Olai församling, Norrköping. Livin avled 31 juli 1732 i Norrköping.
Livin var riksdagsman 1713.
Livin föreslogs 1696 till rektor i Norrköping och 1698 till latinprofessor i Uppsala. Han tackade nej till båda  tjänsterna.